# Estatua ecuestre de Ibrahim Bajá
La estatua ecuestre de Ibrahim Bajá, es un monumento escultórico en El Cairo, dedicado a la memoria de Ibrahim Bajá (1789-1848) . Es obra del escultor francés Charles Henri Joseph Cordier (1827-1905). de 1872.

## Situación
El monumento está localizado en el centro de la Plaza de la Ópera también conocida como Plaza de Ibrahim Bajá, en el barrio de Ataba de El Cairo.
El bronce original se encuentra en las coordenadas: 30°3′2″N 31°14′49″E / 30.05056, 31.24694

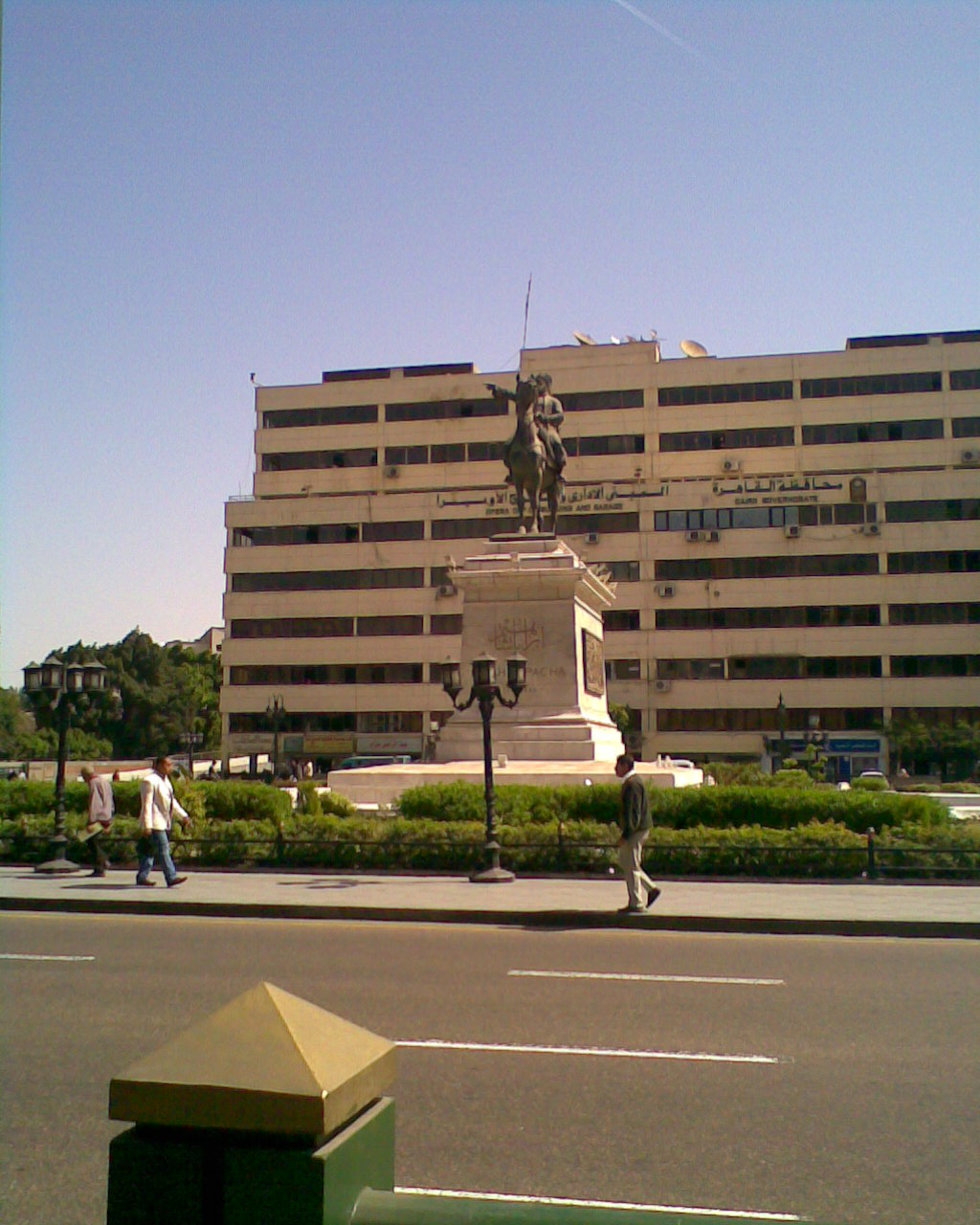
La estatua ecuestre de Ibrahim Bajá, vista de frente. El edificio que aparece por detrás es el garaje de la Ópera.

Existe una copia de este monumento en la Ciudadela de Saladino, en la explanada frente al Museo Militar de El Cairo. En las coordenadas: 30°1′48″N 31°15′42″E / 30.03000, 31.26167

## Descripción

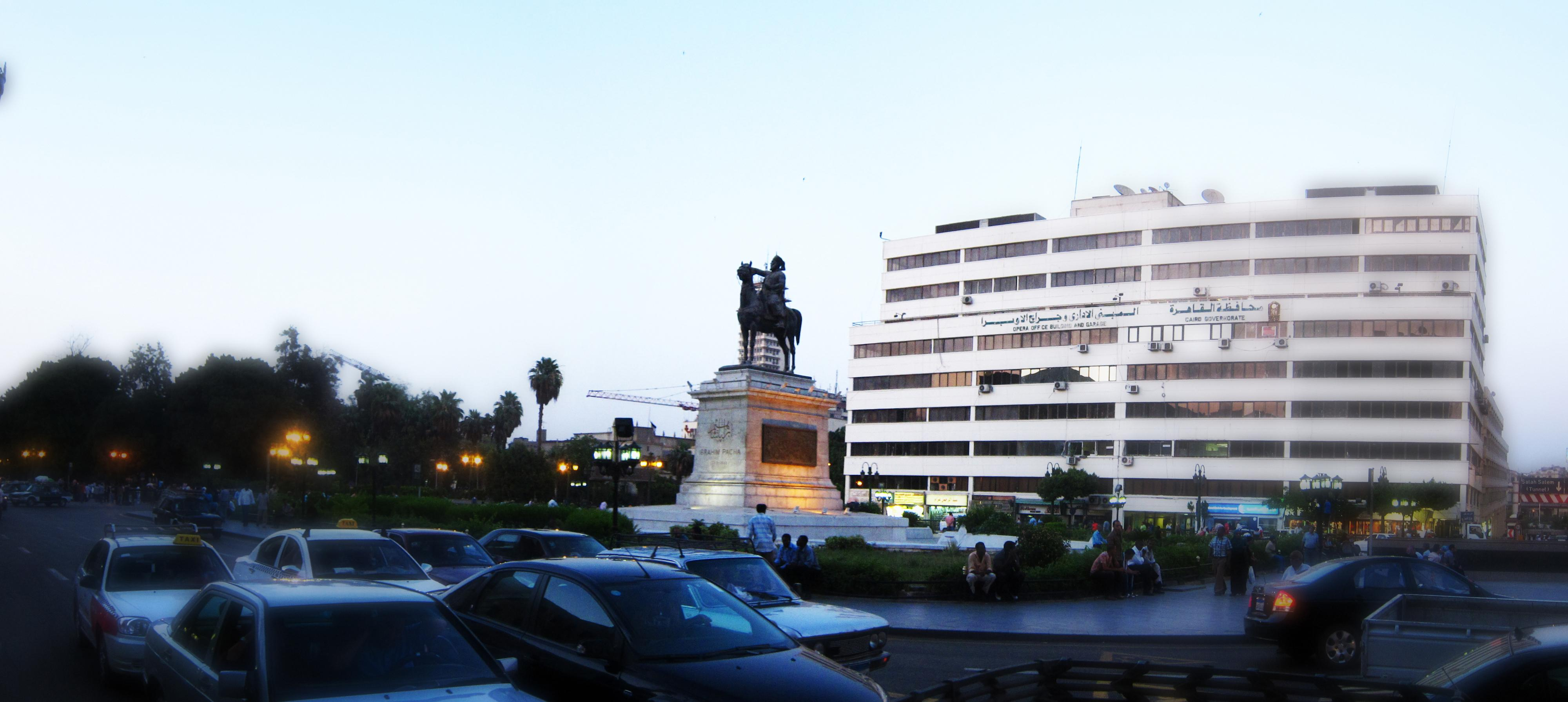

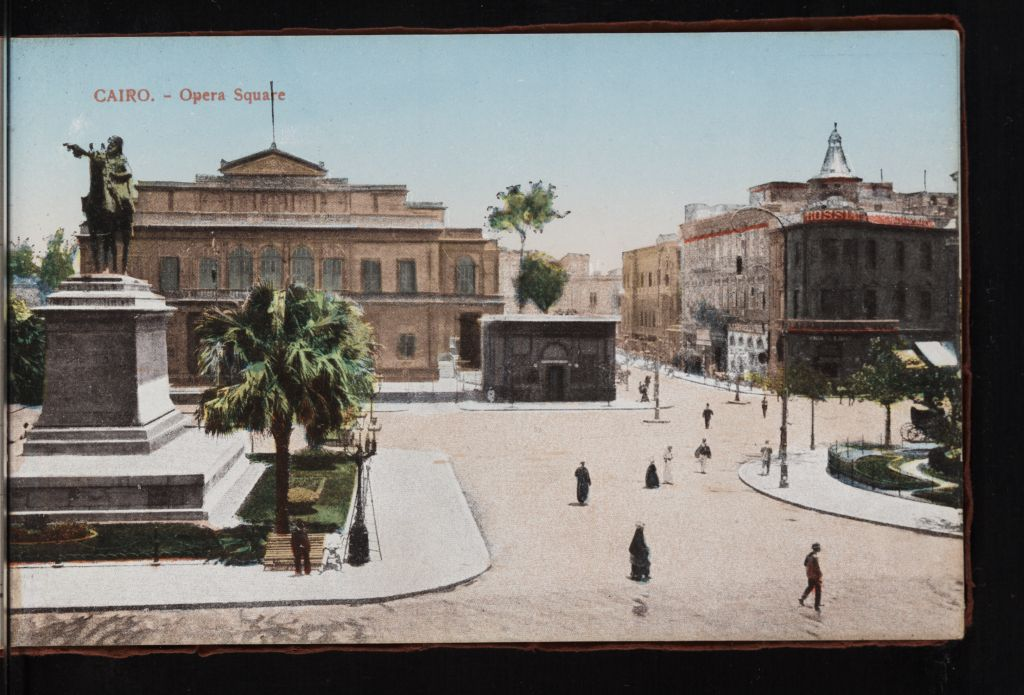
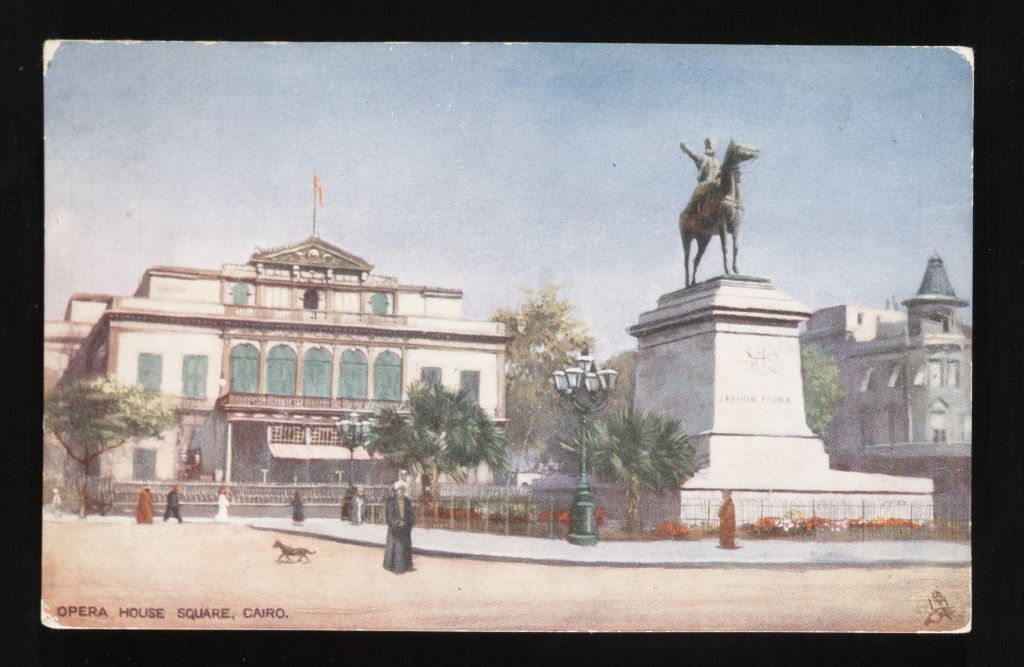
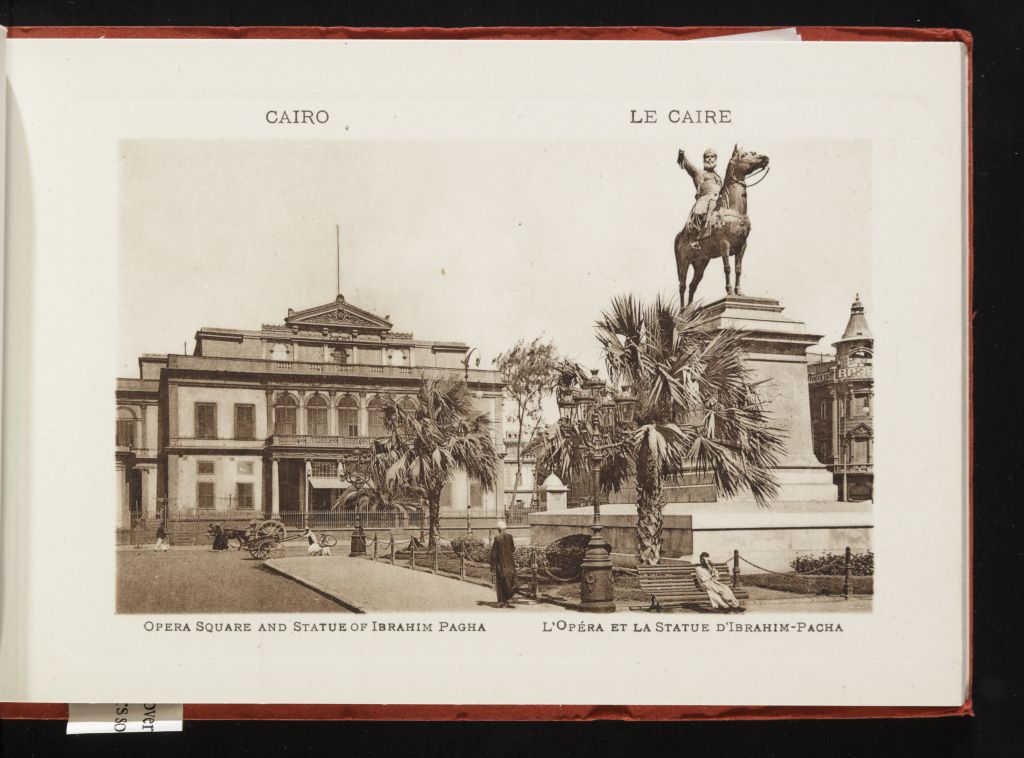

El monumento está compuesto por una peana de piedra, sobre la que asienta el jinete con su caballo, moldeados en bronce. El jinete representado en  Ibrahim Bajá (1789-1848) , General del ejército egipcio, hijo del albanés Mehmet Alí. Esta retratado con ropas tradicionales y turbante; con el brazo derecho extendido y mirando ligeramente a su derecha.
Sobre el pedestal en sus lados más largos, se disponen sendos relieves, también en bronce. En la parte frontal se lee la firma de Ibrahim Bajá en caligrafía árabe y por debajo en el alfabeto latino y caracteres en mayúsculas cuadradas romanas.